# Мульта
Мульта́ — горная река в России, протекает по территории Усть-Коксинского района Республики Алтай. Протекает через Мультинские озёра — Верхнее, Среднее и Нижнее, и впадает в Катунь. Длина реки — 39 км. Начало берёт из Верхнего Мультинского озера на территории Катунского заповедника. Вода холодная, прозрачная, зеленоватого оттенка. Питание преобладает снеговое и ледниковое.
Протекает по малообитаемым местам, однако довольно известна как маршрут туристических походов на Мультинские озёра. В бассейне Мульты и ее притоков около сорока озер, водопады, снежники, развито современное оледенение и повсеместно следы древнего оледенения, при максимальном развитии которого Мультинский ледник спускался до Катуни.
В нижнем течении реки расположены село Мульта, село Замульта и населённый пункт Маральник. От Маральника до Нижне-Мультинского озера существует таежная автомобильная дорога, она проходима только для вездеходов, таких, как ГАЗ-66.

## Притоки
от устья
- Шилгат[3] (лв)
- Чёрная Речка 1-я[3] (пр)
- Чёрная Речка 2-я[3] (пр)
- Михайловка[3] (лв)
- 21 км: Куйгук[3] (пр)
- 22 км: Крепкая[3] (лв)

## Хозяйственное использование
- Планировалась постройка каскада из шести гидроэлектростанций от Нижне-Мультинского озера до села Мульта с установленной мощностью 34,5 МВт[4]. Стоимость проекта — 3,2 млрд рублей. Эти планы вызвали общественную критику. Местные жители и экологи предприняли меры к недопущению строительства и сохранению экосистемы, и достигли успеха.
- В долине Мульты и притоков местное население занимается традиционным природопользованием в ограниченных масштабах: сезонно-отгонное скотоводство, коневодство, пчеловодство.
- Развивается экотуризм. Маршруты конные и горно-пешеходные, фототуры. Природоохранная деятельность.
- В верховьях хозяйственная деятельность запрещена, посещение контролируют сотрудники Катунского заповедника. Кордон на Средне-Мультинском озере.

## Данные водного реестра
По данным государственного водного реестра России относится к Верхнеобскому бассейновому округу, водохозяйственный участок реки — Катунь, речной подбассейн реки — Бия и Катунь. Речной бассейн реки — (Верхняя) Обь до впадения Иртыша.